# راندي شو
راندي شو (بالإنجليزية: Randy Shaw)‏ هو صحفي وكاتب أمريكي، ولد في 19 أغسطس 1956 في لوس أنجلوس في الولايات المتحدة.